# Violet (Luizjana)
Violet – jednostka osadnicza w Stanach Zjednoczonych, w stanie Luizjana, w parafii St. Bernard.